# 金塔尼利亚圣加尔西亚
金塔尼利亚圣加尔西亚，是西班牙卡斯蒂利亚-莱昂布尔戈斯省的一个市镇。总面积46平方公里，总人口100人（2001年），人口密度2人/平方公里。